# Голяма вододелна планина
Голямата вододелна планина (ГВП) (на английски: Great Dividing Range – букв. Голям вододелен хребет) е планинска верига, простираща се на 3244 km покрай източното и югоизточното крайбрежие на Австралия, от полуостров Кейп Йорк на север до Басовия проток на юг. Ширината в северната ѝ част достига до 650 km, а площта се изчислява на 2 456 574 km². В някои географски източници названието ГВП се разпространява само на западната верига в щата Куинсланд между 15° и 27° ю.ш.

## Геоложки строеж, полезни изкопаеми
Голямата вододелна планина (ГВП) представлява голямо сводово издигане, възникнало през неогена и антропогена. Тя е изградена основно от палеозойски скали и в по-малка степен от скали с мезозойска възраст. В геоложко отношение съответства на тасманийската палеозойска нагъната област, източните и южните части на която образуват структурите на среднопалеозойската (каледонска) лакланска нагъната система, а централните и северозападните части – структурите на горнопалеозойската (херцинска) нагъната система на Нова Англия. В пределите на лакланската нагъната система най-разпространени са дислоцираните седиментни и вулканични скали от ордовика, силура, долния и средния девон, пронизани от гранити и препокрити от полегато залягащия чехъл, изграден от горнопалеозойски и мезозойски наслаги. На запад и северозапад, в пределите на Нова Англия, широко разпространение имат скалите с девонска, карбонска и пермска възраст, дислоцирани през късния перм и пронизани от интрузии на гранити и хипербазити. Тези нагънати форми потъват на запад под мезозойската падина. В средните части на планината (от Сидни на юг до Рокхемптън на север), между лакланската нагъната система и Нова Англия се проследява Сиднейско-Боуенското краево огъване, изградено от континентални и морски седименти от горния перм и триаса. На северозапад и юг в ГВП палеозойските и мезозойските скали са препокрити от неогенови платобазалти.
В централните части на ГВП в мезозойските седименти на Сиднейско-Боуенското огъване са открити находища на нефт и газ (Рома), а на западния склон – калай (Маунт Харнет), полиметални руди (Хърбъртон), злато (Чартърс Тауърс), мед (Маунт морган), титано-магнетитови и монацитови пясъци (Байрон Бей, Балина). В околностите на Нюкасъл и Уолонгонг се разработват най-големите в Австралия каменовъглени находища, а на изток от Мелбърн – находища на кафяви въглища.

## Релеф
На север от 28° ю.ш. ГВП достига ширина до 650 km и се състои от брегови плата и масиви (Обърн, Конърс, Денъм, Кларк, Лайкхарт, Сивю и др.) със средна височина около 1000 m, средните части – от тектонско-ерозионни котловини, а западната – от слабо изразени в релефа планински вериги (Експедишън, Честъртън, Драмънд, Уорего, Грегъри и др.) с височина 500 – 700 m, явяващи се вододел на реките течащи към Коралово море, залива Карпентария и басейна на езерото Еър. Преместването на вододела на запад от по-високите източни крайбрежни масиви е в резултат от антропогенното издигане, предизвикало започването на дълбочинна ерозия. Реките пресекли предишния, разположен на изток вододел и прехванали теченията на древните реки, стичащи се на запад. В районите на юг от 28° ю.ш. ГВП представлява тясна ивица от отделни масиви, в която от север на юг са обособени: кристалинните хребети в Нова Англия, обграждащи от юг простиращите се по паралела хребети Хейстингс (1494 m) и Ливърпул, варовиковите планини Блу Маунтънс (1360 m) и Австралийските Алпи – най-високата планина в Австралия (връх Косцюшко 2230 m), изградена от кристалинни скали. На югоизток ГВП се простира от изток на запад покрай северните брегове на Басовия проток, отделящ остров тасмания от континента.

## Климат
ГВП е разположена в субекваториалния (на север от 15° ю.ш.), тропичния (между 15° и 28° ю.ш.) и субтропичния (на юг от 28° ю.ш.) пояси. Във всичките пояси ясно се разграничават ландшафтите  на източните наветрени и западните подветрени склонове. Влажните въздушни маси от Тихия океан пренасят по източните склонове на планината от 1000 до 2000 mm валежи годишно, като техният максимум е през лятото. Изключение прави крайния юг където максимумът на валежите е през зимата. Западните склонове са много по-сухи (500 – 700 mm годишна сума на валежите). Средните месечни температури се понижават от север на юг, като по крайбрежието те са от 21° до 26°С през лятото и от 10° до 17°С през зимата, а с увеличаването на надморската височина също се понижават. В Австралийските Алпи снежната покривка се задържа 5 – 6 месеца.

## Води
От ГВП в Коралово и Тасманово морета се стичат къси, бурни, но пълноводни реки, част от които са плавателни за плитко газещи речни съдове в долните си течения: Бердекин, Фицрой, Хънтър и др. От западните склонове водят началото си двете най-големи австралийски реки Мъри и нейния приток Дарлинг и множество епизодични (крийкове) реки, течащи към вътрешността на континента.

## Растителност, животински свят
Източните склонове на Голямата вододелна планина са обрасли с гъсти гори. На височина до 1000 m на север от 15° ю.ш. са развити листопадни и вечнозелени влажни гори, от 15° до 28° ю.ш. – евкалиптови тропически гори, а на юг – субтропични мусонни гори, съставени от високостволови евкалипти. Районите от 1000 до 1600 – 2000 m в Австралийските Алпи са заети от планински гори, храсти, а най-на високо – от високопланински пасища. На значително по-сухите западни склонове са развити лесосавана, савана и участъци от ксерофитни храсти. В горите на ГВП обитават коала, кускус, дървесно кунгуру, райска птица, птица лира, казуари, папагали. В реките се е съхранила двойнодишащата риба неоцератодус.